# 개인 소득
경제학에서 개인 소득(personal income)은 임금, 투자 벤처, 기타 소득원 등 다양한 출처에서 얻은 개인의 총 소득을 의미한다. 이는 개인이 받는 모든 제품과 돈을 포함한다.
개인 소득은 다양한 방식으로 정의될 수 있다.
- 특정 연도 동안 한 국가의 개인 또는 가구가 모든 출처에서 얻은 소득을 말한다.[1]
- 여기에는 국내 가구가 받은 근로 소득이나 양도 소득이 포함되며, 심지어는 외부 소득도 포함된다.
- 이는 개인이 특정 기간 동안 또는 평생 동안 다양한 출처로부터 받는 총 자본을 나타낸다.

개인 소득에는 임금뿐만 아니라 다양한 형태의 소득이 포함된다. 여기에는 배당금, 이전, 연금 지급, 정부 혜택, 임대 소득 등이 포함될 수 있다. 개인에게 부과되는 세금은 일반적으로 개인 소득을 계산할 때 공제되지 않는다. 개인 소득은 사람들의 실제 복지와 세금이 적용되기 전 제품이나 서비스를 구입할 수 있는 능력을 나타내는 지표이다.